# Ricardo Cabanas
Ricardo Cabanas Rey (Zürich, 20 april 1979) is een voormalig Spaans-Zwitsers voetballer. Hij speelde sinds 2007 als middenvelder bij Grasshoppers en beëindigde zijn loopbaan in 2012. Cabanas is een zoon van Spaanse ouders en hij heeft sinds 1998 het Zwitsers staatsburgerschap.

## Clubvoetbal
Cabanas speelde als jeugdvoetballer bij SC Young Fellows Juventus. In 1992 kwam hij bij Grasshoppers, waar de middenvelder het merendeel van zijn loopbaan als profvoetballer zou spelen. Zijn eerste periode bij de club liep van 1997 tot 2006, alleen onderbroken door een verhuurperiode bij Guingamp in het seizoen 2003/2004. In 2006 werd Cabanas gecontracteerd door 1. FC Köln. Zijn periode bij de Duitse club bleef beperkt tot één seizoen. In 2007 keerde Cabanas terug naar Grasshoppers.

## Nationaal elftal
Cabanas was international voor Zwitserland. Hij debuteerde op 16 augustus 2000 in het oefenduel tegen Griekenland (2-2) in Sankt Gallen. Hij viel in dat duel na 79 minuten in voor Mario Cantaluppi. Cabanas heeft 51 caps behaald waarin hij vier keer scoorde. De middenvelder nam deel aan het EK 2004 in Portugal, het WK 2006 in Duitsland en het EK 2008 in Zwitserland en Oostenrijk. Hij miste in de achtste finale tegen Oekraïne een strafschop in de penaltyreeks. Mede daardoor werd Zwitserland voortijdig uitgeschakeld bij het WK 2006. Cabanas speelde vanaf 2006 ook enkele interlands voor het Galicisch elftal.

## Erelijst
Grasshoppers
- Zwitsers landskampioen

2001, 2003
- Zwitsers voetballer van het jaar

2005